# Kleine langstaartmuisspecht
De kleine langstaartmuisspecht (Deconychura typica) is een zangvogel uit de familie Furnariidae (ovenvogels). Het is een overwegend bruine zangvogel uit Midden-Amerika en het noorden van Zuid-Amerika.

## Taxonomie
De vogel werd in 1891 geldig beschreven door de Amerikaanse vogelkundige  George Kruck Cherrie als typesoort van het geslacht Deconychura. De soort is als aparte soort afgesplitst van het taxon C. longicauda op grond van onder andere morfologische kenmerken.

## Uiterlijke kenmerken
De vogel is 17 tot 18,5 cm lang. Het is een overwegend grijs- tot roodbruine vogel die zich gedraagt als een specht. De vogel is kleiner dan de andere soorten uit dit geslacht, maar verschilt weinig in uiterlijke kenmerken.

## Verspreiding en leefgebied
Er zijn drie ondersoorten:
- C. t. typica: in Costa Rica en westelijk Panama
- C.t. darienensis:	oostelijk Panama
- C.t. minor: noordelijk Colombia.

De leefgebieden liggen in vochtig, tropisch bos, ook permanent onder water staand bos in laagland onder de 400 meter boven zeeniveau. De populaties die voorkomen in het voorgebergte van de Andes zijn waargenomen tot op 1700 meter. Het is geen bedreigde vogelsoort.